# Katedra Arabistyki Instytutu Orientalistyki Uniwersytetu Jagiellońskiego
Katedra Arabistyki Instytutu Orientalistyki Uniwersytetu Jagiellońskiego (wcześniej: Zakład Arabistyki) – najstarsza w Polsce jednostka uczelniana prowadzącą badania naukowe i działalność dydaktyczną (studia pierwszego i drugiego stopnia) w zakresie arabistyki.

## Historia
Początki nauczania języka arabskiego na Uniwersytecie Jagiellońskim wiążą się z postacią Wilhelma Münnicha, który kierował utworzoną w 1818 roku Katedrą Języków Wschodu i Literatury Orientalnej. Oprócz arabskiego i innych języków orientalnych nauczano w niej także (w ograniczonym zakresie) literatury Wschodu. Katedra ta została zlikwidowana po ośmiu latach funkcjonowania, w 1826 roku.
Ponownie język arabski na Uniwersytecie Jagiellońskim pojawił się w 1915 roku, kiedy to habilitowany rok wcześniej Tadeusz Kowalski rozpoczął wykłady na temat języka arabskiego, perskiego i osmańskotureckiego. W 1919 utworzono dla niego Katedrę Filologii Orientalnej. Do swojego aresztowania w 1939 roku Tadeusz Kowalski kierował katedrą oraz drugą niezależną jednostką dydaktyczno-badawczą: Seminarium Filologii Orientalnej. Następnie kontynuował pracę po wojnie do swojej śmierci w 1948 roku. Uczniami Kowalskiego byli późniejsi twórcy arabistyki na Uniwersytecie Warszawskim: Ananiasz Zajączkowski (1903–1970) i Józef Bielawski (1909–1997).
W kolejnych latach katedrę objął wykształcony w Paryżu i we Lwowie Tadeusz Lewicki, który znacznie poszerzył program studiów oraz zwiększył liczebność kadry naukowo-dydaktycznej w katedrze, a od 1972 roku – Instytucie Filologii Orientalnej. Zainteresowania badawcze nowej jednostki objęły zasięgiem kraje od Dalekiego Wschodu po Czarną Afrykę, prowadzono badania w zakresie arabistyki, iranistyki, turkologii, afrykanistyki i numizmatyki. Od 1976 roku Instytutem kierował prof. Andrzej Czapkiewicz, stał on również na czele jednostki instytutowej: Zakładu Arabistyki. W 1991, w rok po jego śmierci, powstała fundacja jego imienia wspierająca działania naukowe arabistów. Obecna Katedra Arabistyki, na której czele stoi prof. Barbara Michalak-Pikulska, powstała z przekształcenia Zakładu Arabistyki w 2004 roku.

## Kadra
Obecnie pracownikami Katedry Arabistyki UJ są:
- prof. dr hab. Barbara Michalak-Pikulska (kierownik Katedry)
- prof. dr hab. Elżbieta Górska (dziekan Wydziału Filologicznego UJ)
- dr hab. Iwona Król
- dr hab. Barbara Ostafin
- dr hab. Marek Piela
- dr hab. Yousef Sh’hadeh
- dr Sebastian Gadomski
- dr Marcin Gajec
- dr Urszula Lewicka-Rajewska
- dr Agnieszka Pałka-Lasek
- dr Arkadiusz Płonka
- dr Magdalena Zawrotna
- mgr Adnan Hasan

## Kształcenie
Program studiów obejmuje trzyletnie studia pierwszego stopnia oraz dwuletnie studia magisterskie. W ciągu pięciu lat studenci poznają zagadnienia teoretyczne z zakresu językoznawstwa, kulturoznawstwa i literaturoznawstwa świata arabskiego. Wiodącą rolę w programie studiów odgrywa praktyczna nauka języka arabskiego, obejmująca współczesny arabski język literacki oraz wybrane dialekty, jak również gramatykę opisową. Dodatkowo studenci poznają drugi język orientalny (współczesny język hebrajski). W programie znajdują się także przedmioty dotyczące współczesnej i dawnej literatury arabskiej, przekładu, historii i zagadnień współczesnego islamu. Przygotowując pracę licencjacką oraz później magisterską studenci decydują się na wybór profilu językoznawczego lub literaturoznawczego.